# 회동
회동(會同, 938년 11월 ~ 947년 1월)은 요나라(거란국) 태종(太宗) 야율 덕광(耶律 德光)의 첫번째 연호이다. 8년 2개월 가량 사용하였다.

## 개원
- 천현(天顯) 13년 11월 23일[1](938년 12월 17일)에 연호를 회동(會同)으로 개원함.[2][3]

- 회동(會同) 10년 2월 1일[4](947년 2월 24일)에 연호를 대동(大同)으로 개원함.[2][3]

## 연대 대조표
| 회동       | 원년           | 2년        | 3년        | 4년        | 5년        | 6년        | 7년                 | 8년        | 9년        | 10년            |
| 서기(西紀) | 938년          | 939년      | 940년      | 941년      | 942년      | 943년      | 944년               | 945년      | 946년      | 947년           |
| 간지(干支) | 무술(戊戌)     | 기해(己亥) | 경자(庚子) | 신축(辛丑) | 임인(壬寅) | 계묘(癸卯) | 갑진(甲辰)          | 을사(乙巳) | 병오(丙午) | 정미(丁未)      |
| 후진(後晉) | 천복(天福) 3년 | 4년        | 5년        | 6년        | 7년        | 8년        | 9년 개운(開運) 원년 | 2년        | 3년        | 4년             |
| 후한(後漢) | -              | -          | -          | -          | -          | -          | -                   | -          | -          | 천복(天福) 12년 |

## 동시대 연호

### 중국
후진(後晉)
- 천복(天福) (936년 ~ 944년)
- 개운(開運) (944년 ~ 947년)

후한(後漢)
- 천복(天福) (947년 ~ 948년)

남한(南漢)
- 대유(大有) (928년 ~ 942년)
- 광천(光天) (942년 ~ 943년)
- 응건(應乾) (943년)
- 건화(乾和) (943년 ~ 958년)

민(閩)
- 영륭(永隆) (938년 ~ 944년)
- 천덕(天德) (943년 ~ 945년)

후촉(後蜀)
- 광정(廣政) (938년 ~ 965년)

남당(南唐)
- 승원(昇元) (937년 ~ 943년)
- 보대(保大) (943년 ~ 957년)

대리국(大理國)
- 문덕(文德) (938년 ~ 944년)
- 문경(文經) (945년)
- 지치(至治) (946년 ~ 951년)

호탄 왕국(于闐)
- 동경(同慶) (912년 ~ 966년)

### 일본
- 덴교(天慶) (938년 ~ 947년)

## 같이 보기
- 중국의 연호 목록